# ファヴァーラ

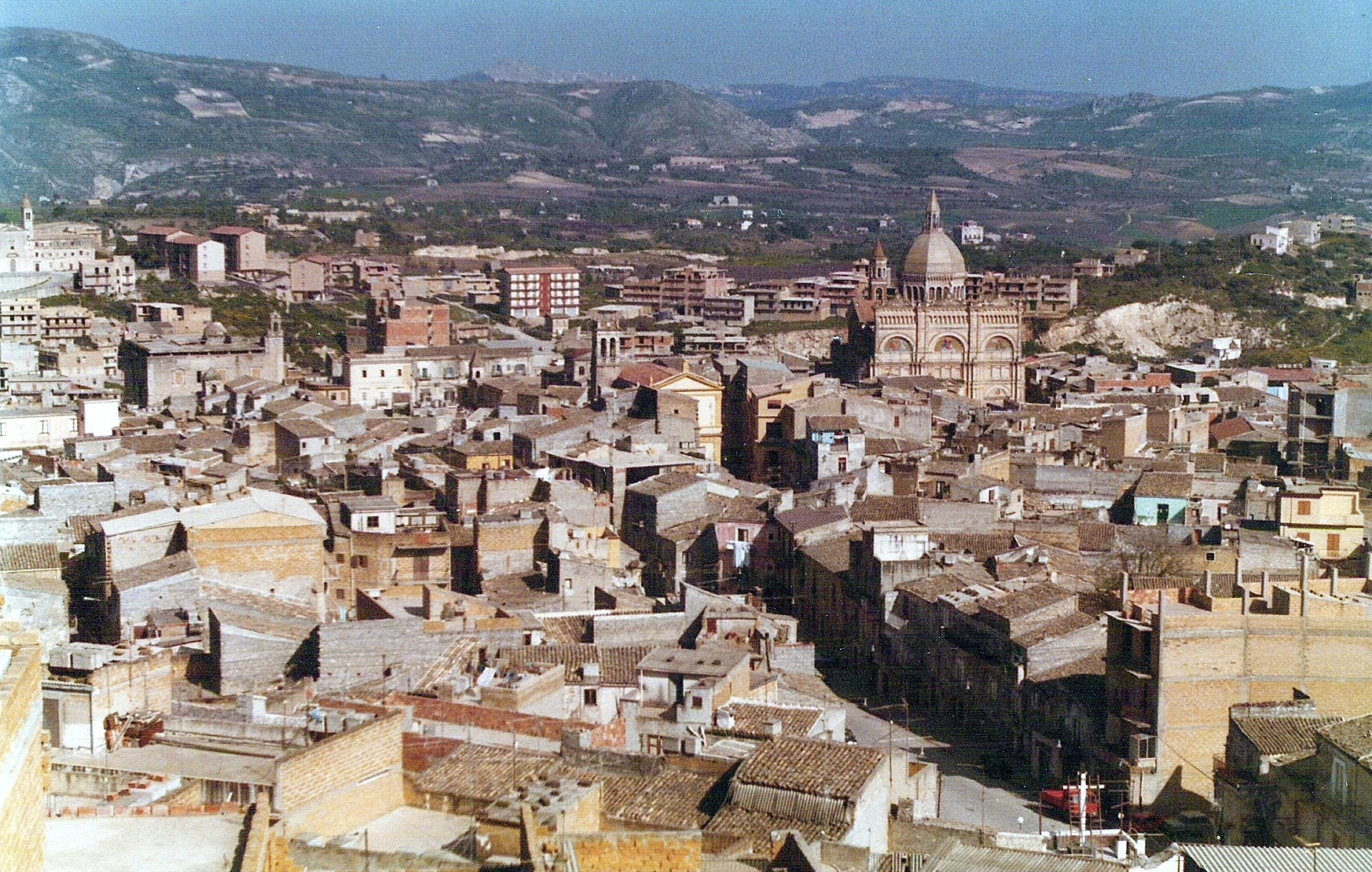
Favara

ファヴァーラ（イタリア語: Favara）は、イタリア共和国シチリア自治州アグリジェント県にある、人口約32,000人の基礎自治体（コムーネ）。

## 地理

### 位置・広がり

#### 隣接コムーネ
隣接するコムーネは以下の通り。
- アグリジェント
- アラゴーナ
- カストロフィリッポ
- コミティーニ
- グロッテ
- ナーロ
- ラカルムート